# Tanja Kolbe

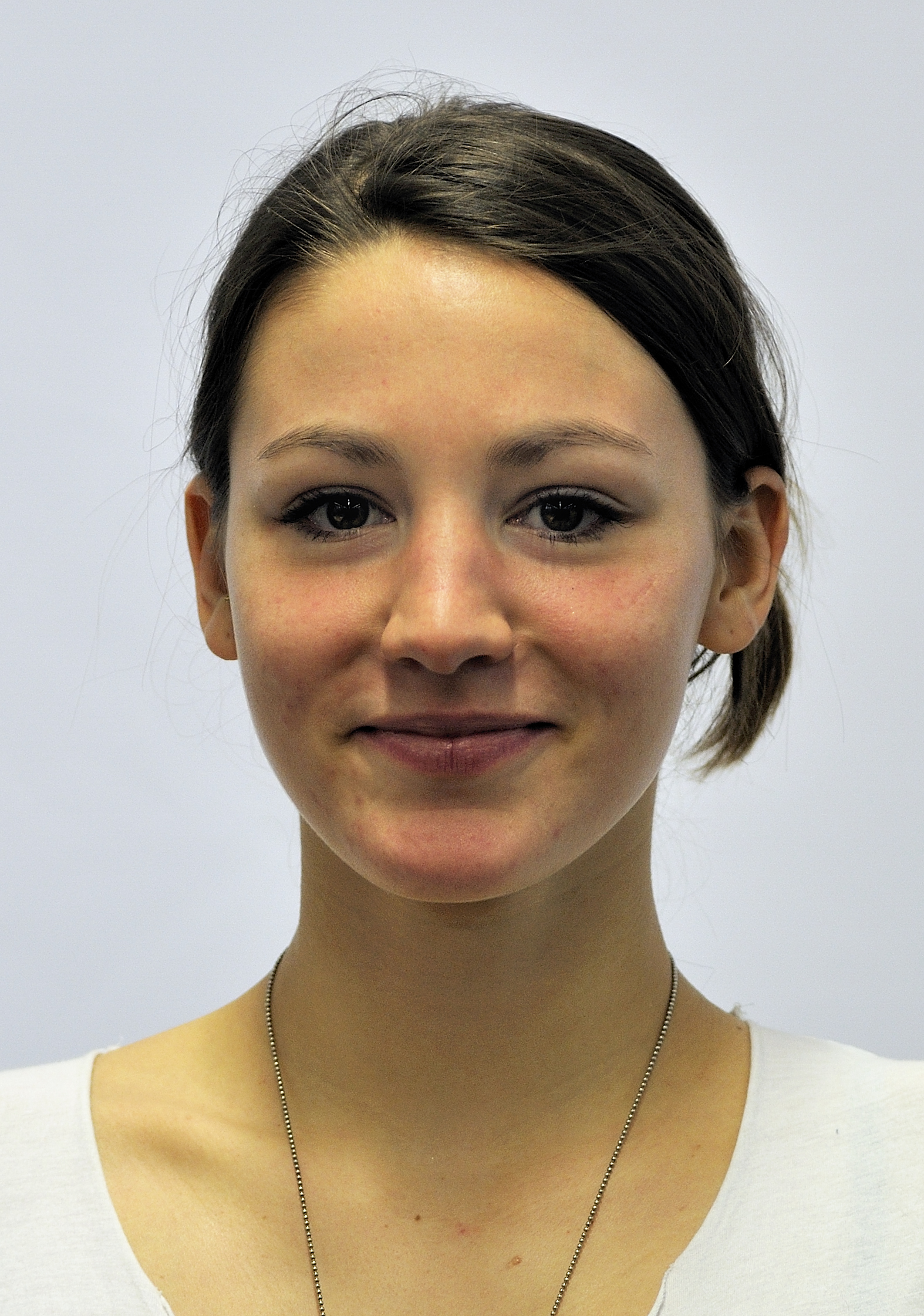
Tanja Kolbe (2014)

Tanja Kolbe (* 7. September 1990 in Berlin, Deutschland) ist eine deutsche Eiskunstläuferin, die im Eistanz startet.

## Biografie
Beginnend mit dem Jahr 2003 lief Kolbe zusammen mit Paul Boll, wobei sie für den Berliner TSC starteten. Trainiert wurden die beiden von Hendryk Schamberger, der in seiner Vergangenheit selbst mehrfacher Deutscher Meister im Eistanzen gewesen war. In der Saison 2004/05 arbeiteten sie außerdem mit den Trainern Anschelika Krylowa – der russischen Eistanz-Weltmeisterin 1998 und 1999 – und Pasquale Camerlengo, dem früheren italienischen Landesmeister im Eistanzen. Camerlengo war zudem einer ihrer Choreographen.
Im Jahr 2006 wechselte Tanja Kolbe den Partner und startete nun mit Sascha Rabe, der Trainerstab blieb derselbe.
Nach Sascha Rabes Karriereende im Jahr 2010 trainierte Kolbe mit dem Italiener Stefano Caruso. Nach dem sehr erfolgreichen internationalen Debüt bei den Europameisterschaften 2012, bei dem sie für Deutschland starteten und Platz 12 erreichten, trennte sich das Paar überraschend. Im Juli fanden sie jedoch wieder zusammen und starteten bei weiteren Europameisterschaften (2013/Platz 8, 2014/Platz 11), einer Weltmeisterschaft (2014/Platz 21) und den Olympischen Winterspielen in Sotschi (Platz 19), bis sie sich 2014 wieder trennten.
Tanja Kolbe studiert Wirtschaftswissenschaften in ihrer Heimatstadt Berlin.

## Erfolge/Ergebnisse

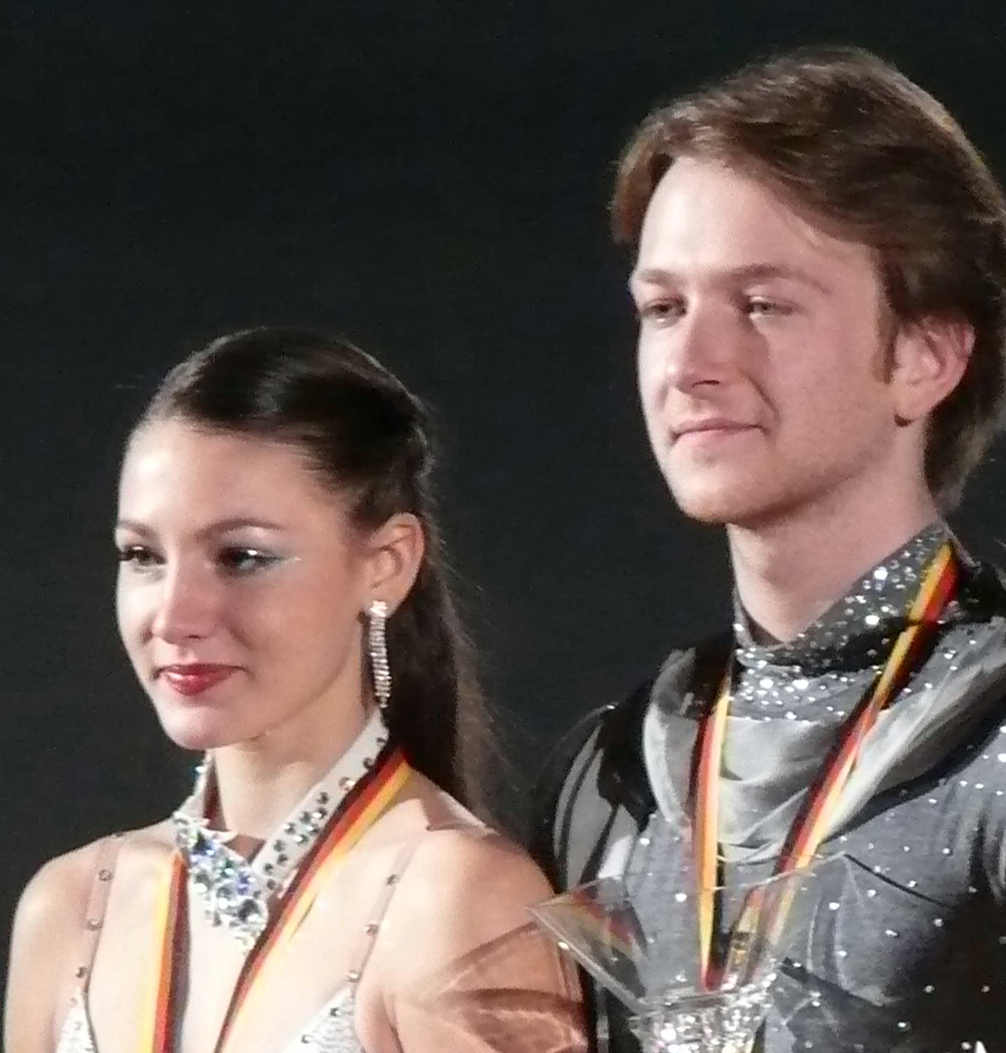
Kolbe und Caruso bei der Deutschen Meisterschaft 2012

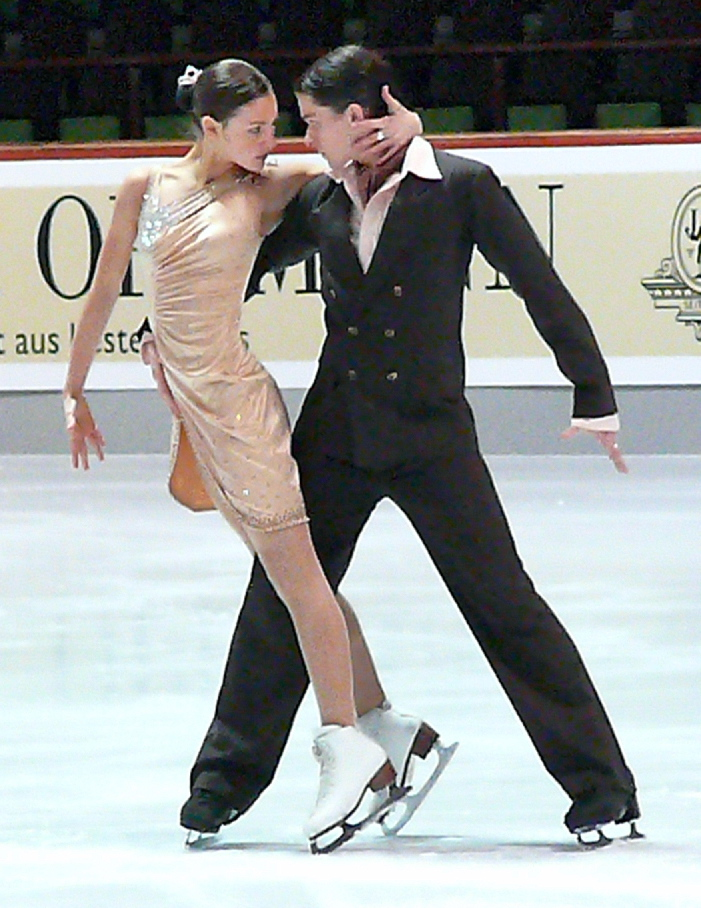
Tanja Kolbe und Sascha Rabe bei den Deutschen Juniorenmeisterschaften 2007 in Oberstdorf (Originaltanz)

(mit Stefano Caruso)
| Wettbewerb/Wintersaison  | 2010/11 | 2011/12 | 2012/13 |
| ------------------------ | ------- | ------- | ------- |
| Europameisterschaften    | -       | 12.     | 8.      |
| Deutsche Meisterschaften | 3.      | 2.      | 2.      |
| NRW Trophy               | 8.      | 1.      |         |

(mit Sascha Rabe)
| Wettbewerb/Wintersaison  | 2006/07 | 2007/08 | 2008/09 |
| ------------------------ | ------- | ------- | ------- |
| Deutsche Meisterschaften | 2. J.   |         | 3.      |
| Nebelhorn Trophy         |         | 13.     |         |
| Ondrej Nepela Memorial   |         |         | 5.      |
| Pavel Roman Memorial     | 1st J.  | 4.      |         |
| JGP, Tschechien          | 5.      |         |         |
| JGP, Niederlande         | 6.      |         |         |

- J = Junioren; WD = zurückgezogen
- JGP = Junior Grand Prix

(mit Paul Boll)
| Wettbewerb/Wintersaison        | 2004/05 | 2005/06 |
| ------------------------------ | ------- | ------- |
| Juniorenweltmeisterschaften    |         | 16.     |
| Deutsche Meisterschaften       | 3. J.   | 1. J.   |
| Nordic Championships           | 2. J.   |         |
| Junior Grand Prix, Estland     |         | 8.      |
| Junior Grand Prix, Kanada      |         | 6.      |
| Junior Grand Prix, USA         | 8.      |         |
| Junior Grand Prix, Deutschland | WD      |         |

- J = Junioren; WD = zurückgezogen